# 白沙镇 (闽侯县)
白沙镇是中国福建省福州市闽侯县下辖的一个镇，因闽江冲积的大量白色黄砂而得名。

## 行政区划
白沙镇下辖以下地区：
白沙社区、闽兴社区、云头岭社区、木帆社社区、白沙村、大漱村、马坑村、汶溪村、溪头村、楼格村、孔元村、井下村、新坡村、上寨村、林柄村、大目溪村、院埕村、梧桐下村、汤院村、大目埕村、洋石村、唐举村、上岐村、联坑村和坑头村。